# Morten Lorentzen
Morten Lorentzen (født 19. august 1960) er en dansk skuespiller, komiker og instruktør. Han er særligt kendt for sin rolle som John i duoen John & Aage, samt som instruktør af julekalenderen Gufol mysteriet (senere genudsendt under navnet Station 7-9-13) og Jul på Vesterbro. Han er søn af den danske komponist Bent Lorentzen.
Morten Lorentzen fik sammen med kollegaen Povl Carstensen et gennembrud med comedy-duoen John & Aage, der fungerede som værter på Kanal 2's Ung-TV (1986-1988). Programmet er senere blevet udgivet med succes på VHS af Nordisk Film i 1990, og på DVD i 2004. Desuden udgav de i 1988 filmen Huller i suppen, som er en blanding af indslag med forskellige af deres figurer, krydret med en god gang practical jokes for skjult kamera i København.
Mange husker også Morten fra tv-filmen De skrigende halse fra 1993, hvor han spiller Bartenderen Iggy.

## Filmografi

### Film
- Midt om natten (1984)
- Huller i suppen (1988)
- En verden til forskel (1989)
- De skrigende halse (1992)
- Hvid nat (2007)

### TV
- Mor er major (1985) - Ole
- Guldregn (1986–1987) - udgivet som film i 1988
- Gufol mysteriet (1997) - Instruktør
- Rejseholdet (2000–2003) afsnit nr: 11 - Falcon
- Hotellet (2000–2002) afsnit nr: 11 - Skolelærer
- Jul på Vesterbro (2003) - Instruktør
- Mægtige maskiner (2009) - speak